# Kostas Varnalis
Kostas Varnalis (Κώστας Βάρναλης) (n. 14 februarie 1884, Burgas - d. 16 decembrie 1974, Atena) a fost romancier și poet grec. 
Opera sa include: Lumina care arde (1922), Poemele scalvilor asediați (1927), și Adevarata apologie a lui Socrate (1933) (o lucrare în proză).